# エレノア・コア
エレノア・コア（Eleanor Coerr、1922年5月29日 - 2010年11月22日）は、カナダ出身のアメリカの児童文学者、絵本作家。『サダコと千羽鶴』をはじめとする絵本の執筆で知られる。2010年11月22日にアメリカ合衆国ニュージャージー州で死去した。88歳没。
エレノア・コアは、カナダ・サスカチュワン州のカムサックに生まれ、サスカトゥーンで育った。本を読むこととお話を作ることが大好きな子供だった。長じて新聞記者になり、子供向けのコラムを執筆した。1949年にオタワの日刊紙 Ottawa Journal の特派員として日本行きが決まる。戦争で荒廃した国への赴任を他のだれもが希望しなかったがゆえの、コアにとっては幸運な人事だった。